# Hori (Ozirisz-főpap)
Hori ókori egyiptomi pap, Ozirisz főpapja Abüdoszban a XIX. dinasztia idején, II. Ramszesz uralkodása alatt ( i. e. 1279-i.e 1213).
Főpapok hosszú sorából származott, családjából ő az ötödik, aki betöltötte Ozirisz főpapjának pozícióját. Apja Wenennofer, aki az elődje volt Ozirisz főpapjaként, anyja Tiji, Ozirisz énekesnője. Testvére Juju, akit korábban a fiának hittek; ő követte a főpapi pozícióban.
Hori számos forrásból ismert:
- Térdelő szobor Hórusz-ábrázolással, ma Koppenhágában, a Ny Carlsberg gyűjteményében (AEIN 1492 - A.66),
- Térdelő szobor Ozirisz-ábrázolással, ma az University of Chicago Oriental Institute gyűjteményében (OIC 7204),
- Mészkősztélé Abüdoszból; Mariette ásatásai során találták, rajta Hori Oziriszt és Íziszt dicsőíti,
- Relieftöredék, ma Kairóban,
- Kis sztélé, ma Kairóban.

## Fordítás
- Ez a szócikk részben vagy egészben  a   Hori (High Priest of Osiris) című angol Wikipédia-szócikk ezen változatának fordításán alapul.  Az eredeti cikk szerkesztőit annak laptörténete sorolja fel. Ez a jelzés csupán a megfogalmazás eredetét és a szerzői jogokat jelzi, nem szolgál a cikkben szereplő információk forrásmegjelöléseként.